# مقاطعة ويلز (إنديانا)
مقاطعة ويلز (بالإنجليزية: Wells County, Indiana)‏ هي إحدى مقاطعات ولاية إنديانا في الولايات المتحدة. تأسست سنة 1837، بلغ عدد سكانها 27636 نسمة في عام 2010 حسب إحصاء مكتب تعداد الولايات المتحدة وتصل الكثافة السكانية فيها 29 نسمة/كم2.

## وصلات خارجية
- www.wellscounty.org
- United States Counties